# Tsarong Dzasa
Tsarong Dzasa né Namgang Dazang Damdu (né en 1885/1888 – 1959) était un diplomate tibétain, militaire, économiste, ingénieur civil et un proche conseiller du 13e Dalaï Lama.
Aussi connu sous le nom de Dasang Dadul Tsarong, il fut une personnalité importante durant le conflit au début du XXe siècle avec la Chine et un acteur dans la protection militaire du Tibet en tant que commandant en chef du Tibet. Soucieux d'accélérer la progression économique et de poursuivre la modernisation du Tibet, Tsarong pensait que l'ordre ancien du Tibet devait être brisé par des réformes hiérarchiques pour préparer une société plus moderne qui serait compatible avec le monde extérieur. Dans ses efforts pour développer le système de défense du Tibet et les relations avec les pouvoirs européens, faciliter les échanges et renforcer la monnaie tibétaine, il s'est rendu à plusieurs reprises en Inde britannique dans un objectif diplomatique. L'agent britannique à Lhassa, Frederick Williamson, le considérait comme « l'ami le plus puissant du Gouvernement de Sa Majesté au Tibet ». Fait prisonnier par les Chinois lors du soulèvement de mars 1959, il est mort peu de temps après dans une prison de Lhassa. Tsarong Dzasa est aujourd'hui considéré comme une des personnalités les plus importantes du Tibet du XXe siècle.

## L'ascension d'un dirigeant militaire (1888-1913)
Namgang Dazang Damdu naît dans une famille de paysans à Phenpo, au nord de Lhassa, en 1888 (selon le Tibet Museum, d'autres sources suggèrent 1885),. Enfant, il fait preuve d'un haut niveau d'intelligence et de capacités exceptionnelles. En 1900, il est remarqué par Khangnyi Jipa, un moine en fonction officielle au palais du Norbulingka, qui en fait son élève à l'âge de douze ans (un très jeune âge pour l'époque). Très rapidement, il est versé au service personnel du 13e dalaï-lama.
Namgang accompagne le dalaï-lama dans son voyage en Mongolie en 1904 et devient dès lors son serviteur le plus proche. À la suite de ce séjour, il parle le mongol aussi bien que sa langue maternelle. Le dalaï-lama devient de plus en plus admiratif de Namgang durant la première décennie du XXe siècle. On dit qu'il admirait grandement le dévouement et l'ardeur au travail que Namgang manifestait à le servir. Namgang devient un de ses favoris. Le dalaï-lama lui donne le tendre nom de « Chensel » Namgang, littéralement « visible à l'œil », parce que Namgang était constamment en sa présence. Comme la confiance du dalaï-lama grandit pour Namgang et ses capacités, celui-ci devient de plus en plus important non seulement comme serviteur mais comme conseiller.

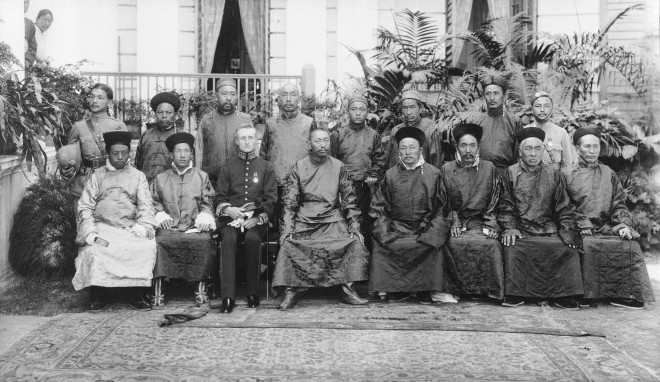
Le 13e dalaï-lama en 1910 à Calcutta. La visite fut rendue possible grâce à l'intervention militaire de Tsarong Dzasa.

Namgang a joué un rôle important dans la défense contre les Chinois. Quand le 13e dalaï-lama s'exile en Inde britannique en mars 1910, Namgang reste en arrière, avec une armée de soldats tibétains, au Pont de Chaksam, et résiste aux troupes chinoises qui tentent de contrecarrer le passage du dalaï-lama en Inde. Les Chinois essuient une défaite humiliante et un nombre important de blessés. Son succès au combat et la protection du dirigeant et du pays lui gagnent l'estime de nombreux Tibétains qui le surnomment le « héros de Chaksam ». Peu après, il conduit le dalaï-lama en Inde et s'installe avec lui à Darjeeling pour plus d'un an.
En automne 1911, il est envoyé par le dalaï-lama à Shigatsé et oblige la garnison chinoise à rendre armes et munitions et à s'enfuir. Encore en Inde, début 1912, le dalaï-lama nomme Namgang commandant en chef du Tibet, lui attribuant le titre de dzasa (général). Namgang prend bientôt le nom de Tsarong, en juillet 1913, lors de son mariage à la fille aînée du Kalon Tsarong, dont il s'était vu attribuer le titre prestigieux de shap-pe (littéralement « pied de lotus », ministre laïc du conseil tibétain) et des émoluments officiels afférents. Début 1912, après sa nomination en tant que commandant, Tsarong est envoyé à Lhassa pour travailler en coopération étroite avec le ministère de la guerre, établi par les responsables du gouvernement tibétain, Trimon et Chamba Tendar. À Lhassa, ils ont mis en place et coordonné une révolte contre les forces impériales, qui se sont affaiblies avec l'effondrement de l'empire mandchou et la révolution chinoise. L'armée chinoise manque de munitions et de renforts et est forcée de se rendre le 12 août 1912 par la force d'une armée menée par Tsarong. Après la victoire, le dalaï-lama revient d'exil et proclame l'indépendance du Tibet publiquement début 1913.

## Diplomatie internationale et idées de modernisation (1914-1932)

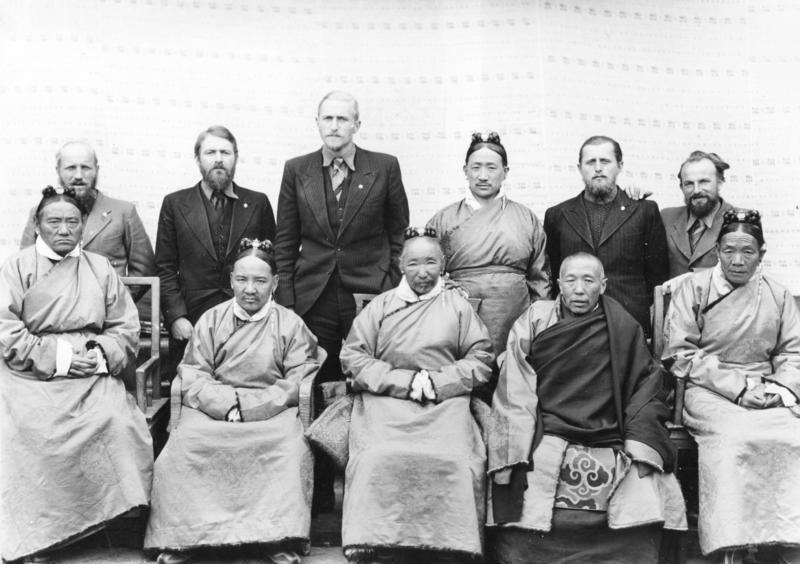
Tsarong (premier rang, à gauche), photographié avec d’autres responsables tibétains (les ministres du Kashag) et les membres de l'expédition allemande au Tibet en 1938.

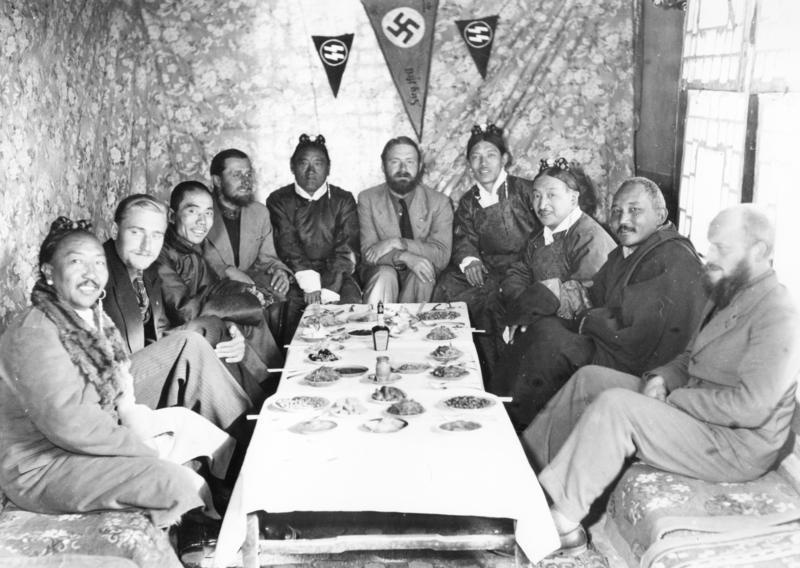
L'expédition allemande au Tibet recevant les dignitaires tibétains et chinois; à gauche : Ringang, Beger, Tschang (ambassadeur de la Chine au Tibet), Geer ; au centre: Tsarong, Schäfer; à droite : Jigmé Taring, Yabshi Langdün, Wienert, Möndro.

En septembre 1915, Tsarong a visité le Sikkim dans des buts diplomatiques, puis l'Inde pour un pèlerinage en 1924. Après la déclaration de l'indépendance et la victoire tibétaine, Tsarong est devenu une personnalité de premier plan au Tibet dans les années 1910 et les décennies suivantes, et un grand nombre de responsabilités dans la direction du Tibet lui furent confiées. Son statut était unique au Tibet, s'accroissant dans la possession des pouvoirs militaires, politiques et économiques. En conjonction, il était non seulement commandant en chef de l'Armée, mais était devenu Ministre Supérieur et plus tard, chef du siège de la monnaie et de l'arsenal tibétain après 1933. Il a acquis une expérience pratique et théorique en visitant des pays voisins et s'instruisant de leurs politiques et stratégies nationales. Il a appris que pour qu'un état réussisse, il faut, non seulement qu’une grande valeur soit accordée à l'unité et la prospérité interne, mais aussi que le pays exerce une présence militaire importante et s'engage dans une diplomatie active avec les nations étrangères pour affecter l'équilibre de pouvoir international en faveur du Tibet.
Dans l'idéologie de Tsarong, cette importante force militaire doit aussi exercer un pouvoir sur les habitants du pays, pour chasser les menaces de la désunion interne et des privilèges locaux et de classe en faveur d'une élite centralisée  militaire, un état tibétain moderne. Cependant, bien que très apprécié de nombreux Tibétains ordinaires dans l’ensemble du Tibet, Tsarong s'était attiré, en raison de ses idées révolutionnaires de modernisation, et de restructurations importantes, l'hostilité de nombres d'aristocrates et de moines exerçant une autorité, lesquels voyaient en lui une menace sérieuse pour leurs privilèges et leur ordre.
Dans les années 1920, les aristocrates du Tibet complotèrent sa chute alors qu'il allait revenir d’Inde en 1924. À son retour au Tibet en 1925, il se vit retirer son titre de commandant en chef et fut rétrogradé au sein du Kashag. Il n'en resta pas moins un personnage puissant, jouissant notamment du soutien des moines d’un des monastères les plus importants du Tibet, Drépung, dont il avait pris le parti dans une querelle en 1929.
Tsarong continuera à se rendre au Sikkim tout au long de sa vie, faisant un voyage mémorable à Gangtok en 1940 au cours duquel il rencontra le Maharaja du Sikkim, qui a été immortalisé en photo.
Selon le tibétologue Alexander Berzin, spécialiste du bouddhisme tibétain, Tsarong était partisan d'une alliance du Tibet avec le Japon mais son renvoi en 1930 le réduisit au silence. En 1938, il devait jouer un rôle dans les rapports avec l'expédition officielle de l'Allemagne, à l'époque l'alliée du Japon. Selon Scott Berry, les relations tibéto-japonaises prirent fin en 1914 après la disgrâce du comte Ōtani Kōzui, qui avait envoyé deux représentants, Aoki Bunkyo et Tada Tokan, sur invitation du dalaï-lama. Jusqu'à la Seconde Guerre mondiale, les Japonais oublièrent le Tibet où il figurait dans leur plans militaires, mais au moment d'agir, il fut trop tard. Un agent fut envoyé en 1939, déguisé en Mongol, il resta un an principalement à Shigatse, et n'apprit presque rien. Deux autres Japonais, les espions Hisao Kimura et Kazumi Nishikawa, n'ont atteint Lhassa qu'après la fin de la guerre.

## Stagnation économique au Tibet et la puissance croissante de la Chine (1933–1959)

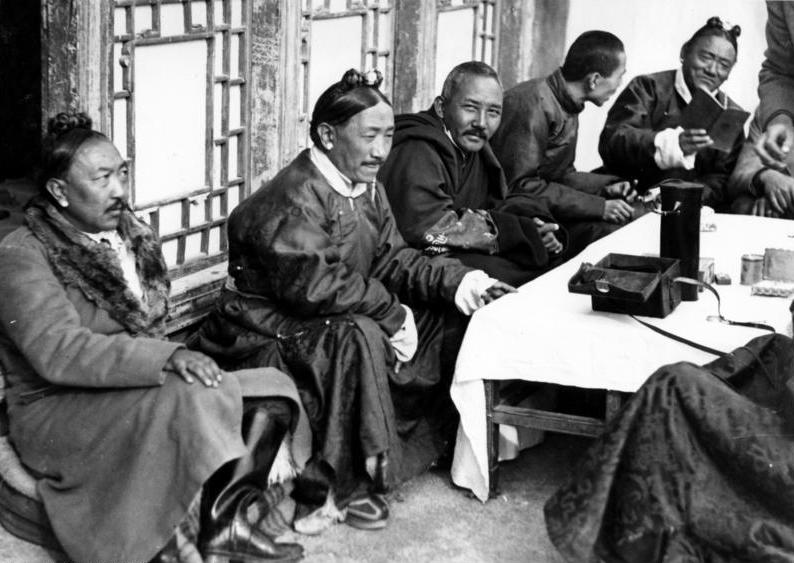
Tsarong (à droite) à Lhassa en 1938

Tsarong joua un rôle de premier plan dans les affaires économiques du Tibet dans les années 1930 et 1940. Après la mort du 13e dalaï-lama en 1933, il fut nommé chef du ministère de l'Arsenal et de la Monnaie, le Gra bshi DNul Khang. Au nombre des fonctions de ce ministère, l'amélioration de la qualité de la monnaie en billets, le stockage des armes et l'introduction de l'électricité à Lhassa.
En 1947, avec les ministres Trunyichemmo Cawtang (Trung-yik Chhem-po : Grand Secretaire) et Tsipon Shakabpa, Tsarong fut le fer de lance de la « Mission commerciale tibétaine de la Monnaie » qui cherchait à renforcer la monnaie du Tibet et à augmenter des réserves d'or. Tsarong était préoccupé surtout par la faiblesse de la situation financière. Tsipon Shakabpa relate ainsi la situation économique du Tibet et les objectifs de Tsarong à cette époque :
« En 1947, il y avait peu de réserves de grains ou d'or. Tsarong était inquiet de cette situation car nous continuions à faire marcher la planche à billets. Il disait toujours que la monnaie devait avoir une contrepartie solide et qu'un billet de monnaie impliquait que le gouvernement garantissait la valeur du billet en or ou autre denrée. Il parlait aussi d'un pays étranger où tous les gens avaient brusquement demandé à changer leurs billets contre de l'argent et de l'or et que le gouvernement n'en avait pas, si bien que le ministre des finances avait dû se suicider ».

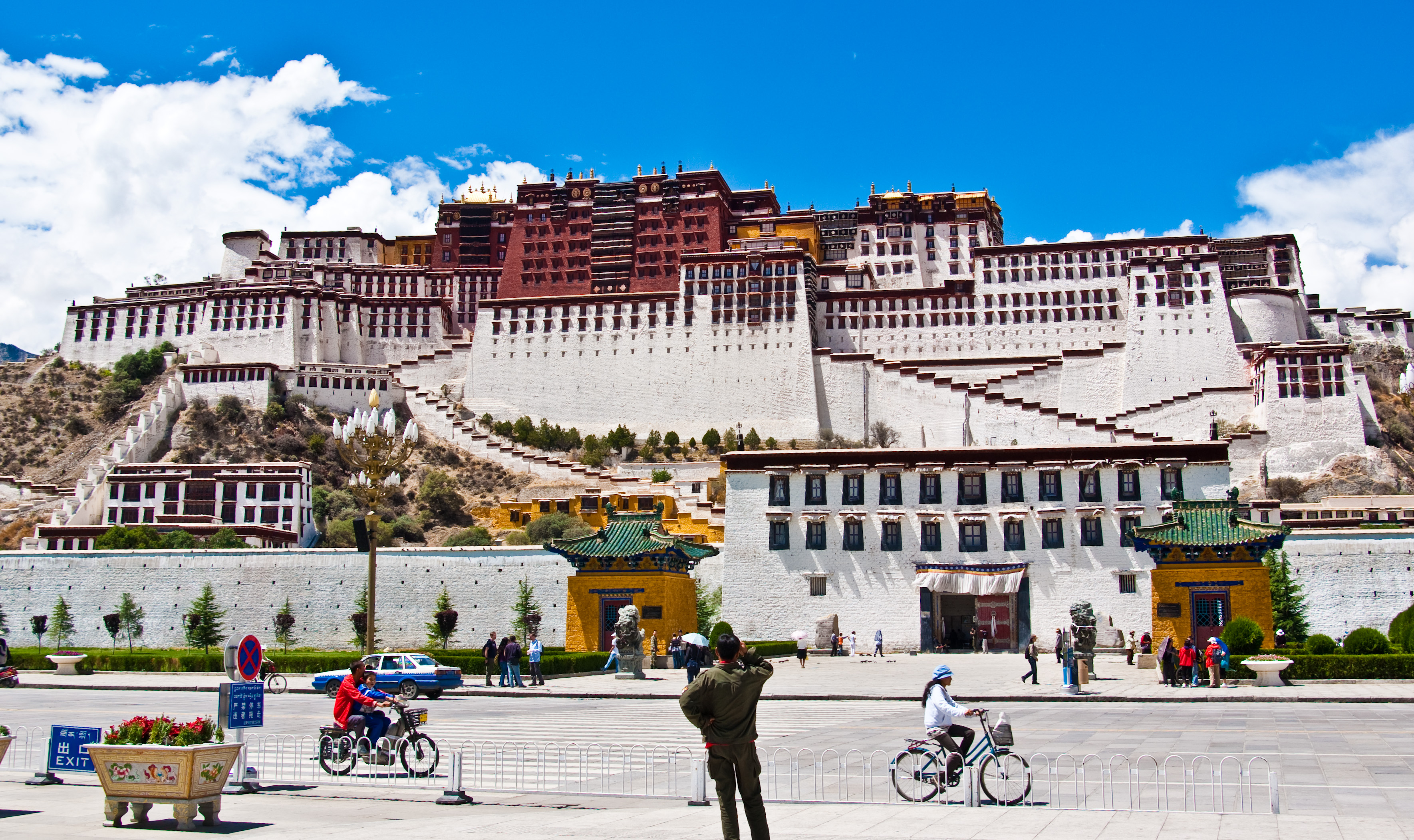
Palais du Potala, Lhassa
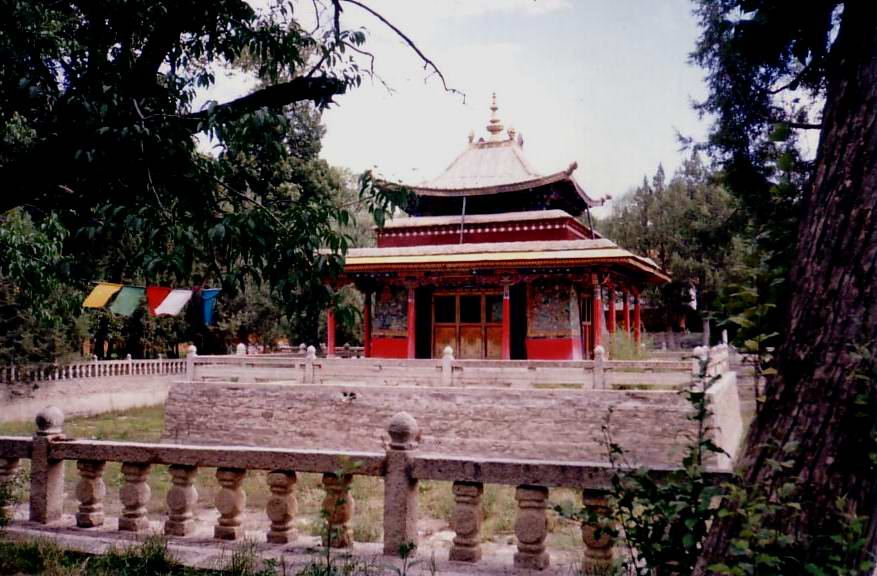
Palais d'été à Norbulingka, Lhassa

Pendant cette période, Tsarong prit une part active à la construction d'ouvrages de génie civil au Tibet. Ainsi, en 1937, il surveilla la construction du pont de Trisum d'un pont en acier à Trisum, à environ treize kilomètres de Lhassa, sur la principale route commerciale entre Lhassa et l'Inde et le Tibet occidental. Il avait fait construire et assembler ce pont en Inde, avant de le faire démonter et transporter, en pièces détachées, au Tibet, par des yaks et des porteurs.
Ce premier pont terminé, Tsarong projeta la construction d'un ouvrage encore plus ambitieux, le pont du Kyi chu, à l'est de Lhassa. Le projet avait reçu le cachet d'approbation du gouvernement tibétain et Tsarong s'était chargé de l'achat, à Calcutta, des poutres en acier destinées à sa construction. Mais les préoccupations croissantes au sujet des Chinois entraînèrent son abandon. Plus tard, après que les Chinois eurent réussi à annexer le Tibet, ils financèrent un pont important à Perong, à proximité du site choisi originellement.
Dans les années 1940, la menace d'une intervention chinoise grandit, devenant de plus en plus inquiétante.

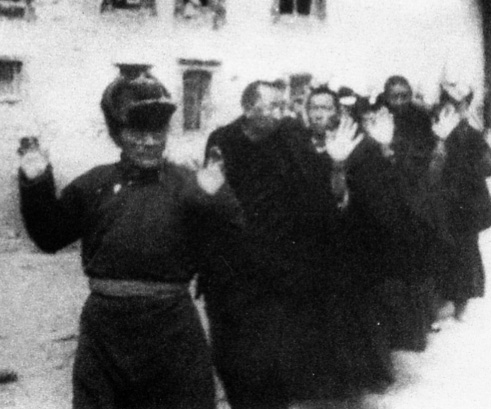
« Reddition de Tsarong Dzasa et de moines », scène extraite d'un film de propagande de la RPC.

En 1959, une révolte se produisit à Lhassa. Tsarong avait été nommé pour ses compétences diplomatiques pour diriger une délégation pour négocier avec les autorités chinoises à Lhassa mais avant que les négociations puissent être finalisées, les palais du Potala et du Norbulingka furent bombardés. Plusieurs centaines de Tibétains périrent dans l'assaut et Tsarong et un nombre d'autres dignitaires importants furent faits prisonniers pendant les combats. Peu après sa capture, le 14 mai 1959, il mourut dans une prison militaire chinoise à Lhassa. Après avoir été arrêté, Tsarong fut emprisonné dans la maison Taring. Pendant 3 mois, il partagea une cellule avec d'autres détenus, ses jambes étaient enchaînées. Le matin de son procès, on le trouva mort. Selon les Chinois, il se serait suicidé, la famille n'y a pas cru, évoquant son courage. Selon Geshe Wangyal, il fut contraint de marcher autour du Jokhang, sans repos ni nourriture, tout en étant soumis à de lourdes flagellations par des soldats chinois. Ses serviteurs ont été forcés de prendre part au passage à tabac de leur maître. Ceux qui refusaient étaient emprisonnés ou exécutés. Après plusieurs jours de telles tortures, sa langue a été coupée.
Selon des Tibétains en exil, les communistes chinois l'enchaînèrent, le traînèrent dans les rues et le tuèrent.

## Vie privée

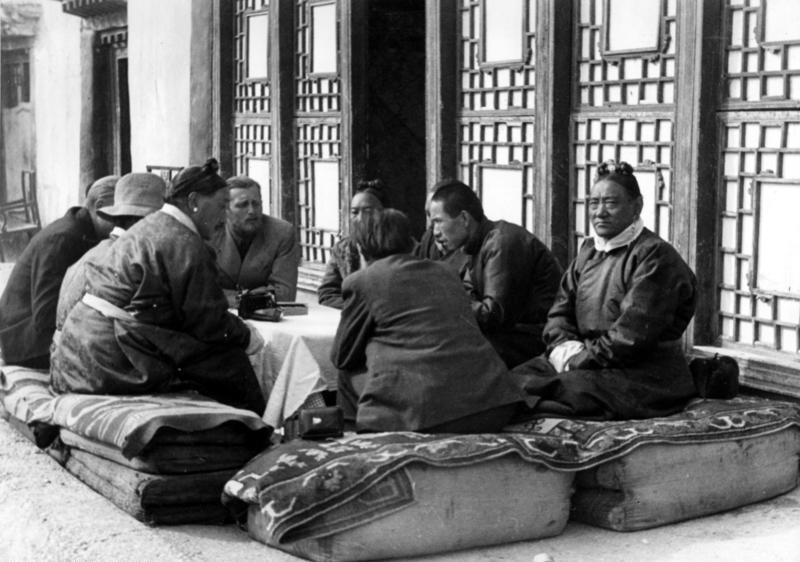
Tsarong Dzasa (droite)

Tsarong était réputé pour parler les langues russe, mongol et hindoustani. Il était décrit par les Britanniques comme « l'ami le plus puissant du Gouvernement de Sa Majesté au Tibet » et comme « très amical avec les officiels britanniques ». Il a été décrit comme « riche, avec une grande énergie, du bon sens et des idées progressistes ».
En 1946 Heinrich Harrer et Peter Aufschnaiter seront hébergés à Lhassa par Dundul Namgyal Tsarong (1920-2011), un fils de Tsarong Dzasa. Heinrich Harrer indique que Tsarong avait une « influence considérable » bien que ne faisant plus partie du gouvernement tibétain. Il est en effet consulté lors de décisions délicates à prendre. Harrer décrit par ailleurs le mode de vie de l'entourage de la famille de Tsarong. Celui-ci possédait une « vaste bibliothèque tibétaine » avec une quantité importante de livres étrangers offerts par les occidentaux de passage à Lhassa et qu'il a souvent accueillis. Le soir, après le diner, la famille écoute la radio et fume des cigarettes.
En 1949, la reconnaissance de l'un de ses petits fils comme trülku, à savoir le 7e Drigung Chetsang, un des fils de Dundul Namgyal Tsarong, réhausse sa gloire et son prestige. En 1956, la famille de Tsarong s'exile à Kalimpong, Tsarong et son petit-fils restent au Tibet. Ce dernier a été contraint en 1960, d'abandonner sa formation spirituelle pour entrer dans une école chinoise à Lhassa. Puis en 1969, il est envoyé dans une exploitation agricole. Finalement il décide de s'exiler en 1975, il traverse seul l'Himalaya pour arriver au Népal.
En 1928, Tsarong eut une fille de sa quatrième épouse, Rinchen Dolma, qui se remaria plus tard à Jigmé Taring. Appelée Tseyang, ou Tsering Yangzom dite Betty-la, elle s'est mariée à Rigzin Namgyal, fils de Raja Taring.